# Ingrid Brochard
Ingrid Brochard (née à Tours le 3 août 1976) est une femme entrepreneur et engagée dans la vie culturelle française.
Elle est la cofondatrice de la start-up Panoply et la fondatrice d'un musée mobile d’art contemporain destiné aux scolaires, mais aussi tout public, le MuMo,,,,,.
Elle siège pendant 15 ans au conseil d'administration de The Cambridge Strategy et est actuellement au conseil de la Compagnie de l'Odet .

## Biographie
Ingrid Brochard entre en 1993 dans une école de commerce et lance en 1995 son entreprise de cosmétiques entre la France et la Chine. 
Parallèlement à ses activités professionnelles, elle se met à fréquenter musées et galeries, étudie l'histoire de l'art chez Christie's et à l'école du Louvre, commence à collectionner et rencontre de nombreux artistes. 
En 2007, elle crée le magazine BC / Be Contemporary, un magazine trimestriel qui a pour vocation de promouvoir la création contemporaine. En 2008 elle produit une série de douze émissions du même nom sur Direct 8.
En 2009, elle est commissaire de l’exposition A house is not a home, organisée dans une maison située à la campagne, près d'Amboise. Elle demande à des artistes de renom: Daniel Buren, Marina Abramovic, Kader Attia, Maurizio Cattelan, Wang Du, Sophie Calle, Claude Closky, Thomas Hirschhorn, Kendell Geers, ou encore Claude Lévêque, d'investir chaque pièce de la maison avec une œuvre. Le public y est accueilli gratuitement pendant tout l'été.
Animée par la conviction que l’art doit être accessible dès le plus jeune âge, elle imagine en 2010 Mumo le musée mobile, un musée itinérant, destiné à aller à la rencontre des enfants, en particulier ceux qui se trouvent les plus éloignés de l'accès à la culture, dans les zones rurales et les quartiers politique de la ville. En 5 ans MuMo a accueilli plus de 150 000 enfants en France, au Cameroun, en Côte d'Ivoire,,, en Belgique, en Suisse et en Espagne. Elle fédère autour du musée mobile des artistes de renommée internationale James Turrell, Daniel Buren, Huang Yong Ping, Nari Ward, Eija Liisa Ahtila, Farad Moshiri, Pierre Huygues, Jim Lambie, Paul McCarthy, Ghada Amer, John Baldessari.
Afin de participer au développement de l'Éducation Artistique et Culturelle, elle reprend les bancs de l’école pour faire un Master Management des Politiques Publiques à Institut d'études politiques de Paris. Lauréat de la France s'engage en 2015, le musée mobile duplique ses camions musées au service de l'Etat,.
En 2015, elle cofonde Panoply, un service en ligne qui donne accès à un dressing de vêtements de créateurs, ayant pour ambition de changer les usages pour un mode de consommation plus responsable et plus dans l’ère du temps,,,,,,,
En 2020, elle crée en collaboration avec le Centre Pompidou un musée mobile qui circulera en France, MuMoxCentrePompidou ,,, réalisé avec Art Explora.

## Décorations
- Officier de l'ordre des Arts et des Lettres Elle est promue au grade d'officier par l’arrêté du 31 août 2018[35].
- Chevalier de l'ordre national du Mérite Elle est faite chevalier par décret du 13 novembre 2014 [36],[37].